# Чемерис Валентин Лукич
Валентин Лукич Чемерис (8 липня 1936, с. Заїчинці, Полтавська область — 4 грудня 2016, Київ) — український письменник. Заслужений працівник культури України.

## Життєпис
Народився 8 липня 1936 року у селі Заїчинці Семенівському районі Полтавської області.
1971 року закінчив літературний інститут імені О. М. Горького (Москва), працював на підприємствах Придніпров'я, в редакціях обласних газет, Дніпропетровському видавництві «Промінь». Багато років працював у редакції газети «Літературна Україна» заступником головного редактора й завідувачем відділу сатири «Вишняк».
В 1989—1993 рр. — голова Дніпропетровської організації Спілки письменників України, працював в Адміністрації Президента України головним консультантом Президента з питань літератури (1993—1994). В 1996—2000 роках — секретар Національної Спілки письменників України, член її Президії і Вищої Ради.

Могила Валентина Чемериса, Байкове кладовище

Помер у 80-річному віці 4 грудня 2016 року. Був кремований, прах похований у колумбарії Байкового кладовища.

### Родина
1965 р. одружився. Перша дружина — Клавдія Чемерис (Повідалова), померла 2000 р від онкологічного захворювання. 1966 р. народились дочка Оксана, 1968 — син Ярослав. Друга дружина — доцент Національного університету оборони України Людмила Карпова-Чемерис. Зять —  відомий  письменник та журналіст Фідель Сухоніс (нар. 1961). Живе у Дніпрі. Онука- відома журналістка та авторка програми "Історії Війни" Дарина Сухоніс.Також проживає у Дніпрі.

## Творчість
Свою літературну діяльність (1959—2016 р.р.) В. Чемерис почав з написання гумористичних творів (гуморесок, пародій, повістей). Перший твір під назвою «Як я навчився писати гуморески» було надруковано 1959 року в газеті «Молодий ленінець». Гумористична література письменника друкувалася в радянських виданнях «Дніпро», «Вітчизна», «Крокодил»,  «Перець», «Україна» та ін. Публікувався під псевдонімами —  В.Заїченський, Сидір Хоролець. З 1980-х рр. розширив сферу творчості, опублікувавши також історичні романи — «Ольвія», «Скандал в імператорському сімействі», «Смерть Атея», ряд повістей — «Маруся Чурай», «Її звали ангелом смерті», «Я любила Шевченка», «Вбивство на хуторі поблизу Диканьки» та інш.
Твори В.Чемериса друкувалися у збірках «Мандрівками століть» (1972), «Терем-теремок» (1983), «Котигорошкове поле» (1989), «Оберіг» (1992), в альманахах «Борисфен» (1992) «Фантастики-91», «Українська афористика Х-ХХ ст.» (2001), «Антологія прози Придніпров'я» (2005), «Кава з перцем» (2006), «Історія України очима письменників»(2013).
Твори письменника друкувалися в багатьох журналах: «Вітчизна», «Дніпро», «Березіль», «Ватра», «Київ», «Лель», «Світ пригод», «Пам'ять столеть», «Барвінок», «Зміна», «Перець», «Кентавр»; в газетах: «Літературна Україна», «Молодь України», «Сільські вісті», «Культура і життя», «Зірка», «Час», «Веселі вісті» та в ін. виданнях.
Майстер є упорядником і автором колективних збірок: «Молоді вишнівці» /1966/, «Тіні кімнати світу» /1989/, «Пергамент старого Теренція» /1990/, «Анекдоти та карикатури» /1991/, «Україна, ти моя молитва» /1993/, «З любові і муки…» /1994/, «Пригоди Івана Сміхована» /1995/, «Веселки рідного краю» /1995/, «Українські анекдоти» /1995/, «У державі гетьмана Остапа» /2009/, «3 кім сміється Україна» /2009/.
У серії «Історія України в романах» відоме видавництво України «ФОЛІО» починаючи з 2008 року по даний час активно співпрацює з автором, внаслідок цього вийшли ряд літературних творів, серед яких історичні романи: «Ольвія» (2008), «Генерали імперії» (2008), «Фортеця на Бористені» (2011), «Смерть Атея» (2008, 2011), «Ордер на любов» (2010), «Марина—цариця Московська» (2014), «Трагедія гетьмана Мазепи» (2015); романи-ессе: «Ярославна» (2013), «Ваші пальці пахнути ладаном» (2015), «Сині змієногої богині» (2015), «Анна Київська — королева Франції» (2016), «Рогнеда» (2016), «Княгиня і Хан» (2016), «Амазонка. Київ-Соловки», (2016), «Аравійська пустеля» (2016), «Золота осінь Гетьманщини», (2019), «Це я, званий ЧЕМЕРИСОМ» автобіографічний роман (2020), «Ярославна», роман-есе (2021), «Приречені на щастя», фантастичний роман (2021).
Валентин Лукич Чемерис автор низки творів для дітей: повість «Аравійська пустеля» вивчається з української літератури для 5-го класу, уривок з роману «Ольвія»- у хрестоматії української літератури для 7-8-х класів, у 4-му класі вивчається оповідання «Три секунди на вибір». Гумористична повість «Вітька + Галя, або Повість про перше кохання» включена до підручника з української літератури для 8-го класу. 2009 р. у видавництві «Прапор» виходить збірка «Візантійський кінь», а 2016 р. — збірка «Ходить сон коло вікон».
2021 року у видавництві «ФОЛІО» готувалися до видання ще кілька історичних романів Валентина Чемериса в серії «Історія України в романах»: «Тарас Шевченко: Сто днів кохання», роман, «Жінок там на тютюн міняли», роман-есе, «Олена — вершниця зі списом», історичний роман, «Ваші пальці пахнуть ладаном», роман-есе, «Чари кохання: 50 невигаданих історій про любов».
Твори митця перекладалися болгарською, російською, румунською, польською та іншими мовами народів світу.
Під час президентської кампанії 2004 року написав агітаційну книгу «Загадка Віктора Януковича. Спроба дослідження», видану накладом 1 млн. 200 тис. прим. за підтримки виборчого штабу В. Януковича (К.: [Б. в.], 2004; ISBN 966-7200-09-4; в оригіналі видавництво не зазначено, номер 7200, вказаний в ISBN книги, належить донецькому видавництву «ЄАІ-прес»).

## Нагороди
Нагороджений орденами рівноапостольного князя Володимира Великого (І, ІІ, ІІІ ступенів), св. архистратига Михаїла, св. Кирила і Мефодія, Андрія Первозванного ІІ ступеня. Нагороджений Почесною грамотою та медаллю Кабінету Міністрів України та іншими відзнаками. Заслужений працівник культури України.
Лауреат республіканської премії в галузі сатири і гумору імені О.Вишні, літературної премії імені Ф.Маківчука, С.Олійника, гумористичної премії Одарки і Карася, за кращі оповідання присуджена премія імені Ю.Яновського. За романи з історії України «Фортеця на Бористені» та «Ордер на любов» В.Чемерису присуджено міжнародну премію Українського козацтва «Лицарське перо» (2008 р.), 2009 р. — літературну премію імені Івана Мазепи за історичний роман «Без права повернення» про гетьмана Петра Дорошенка.

## Літературні твори
- «Хто на току, а хто на боку», гуморески, Дніпропетровськ-1962.
- «Урок виховання», гуморески, Дніпропетровськ-1964.
- «Коли спокушає диявол», повість, гуморески, Дніпропетровськ-1966.
- «Сватання по телефону», гуморески, Дніпропетровськ-1968.
- «Операція „Земфіра“», гумористичні повісті, Дніпропетровськ-1968.
- «Закохана відьма», гуморески, Дніпропетровськ-1969.
- «Гуморески», Дніпропетровськ-1971.
- «Сватовство по телефону», повість, гуморески, переклад рос., Дніпропетровськ-1972.
- «Родина Гордія Залізняка», роман, Дніпропетровськ-1974.
- «Вуса», гуморески, Дніпропетровськ-1976.
- «В понеділок, після вибуху», повість, Дніпропетровськ-1976.
- «На порядку денному», вибране, Дніпропетровськ-1978.
- «Музикальний комар», повісті, гуморески, Дніпропетровськ-1980.
- «Як стати щасливим», повісті, гуморески, Дніпропетровськ-1981.
- «Домашній музей», гуморески, Дніпропетровськ-1981.
- «Ольвія», історичний роман, видання Дніпропетровськ-1983, 1990,1993. ФОЛІО-2008; 2022.
- «Як стати мудрим», повісті, гуморески, оповідання, Дніпропетровськ-1984.
- «Приречені на щастя», фантастичний роман, Дніпропетровськ-1985.
- «Білий король детективу», фантастично-пригодницька повість, Дніпропетровськ-1986.
- «Славко», повість для дітей, Дніпропетровськ-1987.
- «Три секунди на вибір», повісті, оповідання, Дніпропетровськ-1987.
- «Скандал в імператорському сімействі», історичний роман, Дніпропетровськ-1988.
- «Еліксир для чоловіків», гуморески, Дніпропетровськ-1990.
- «Фортеця на Бористені», історичний роман, Дніпропетровськ-1993. ФОЛІО-2008; 2011; 2022.
- «Президент», роман-есе, Київ-1994.
- «Вибори таємного агента», гуморески, Київ-1995.
- «Епірська відьма, або Олімпіада — цариця Македонська», історичний роман, Київ-1996.
- «Марина Чурай», історична повість, Київ-1997.
- «Я любила Шевченка», історична повість, Київ-1997.
- «Голгофа українського православ'я», роман-есе, Київ-1998.
- «Її звали янголом смерті», історичні повісті, Київ-1999
- «Кохання в Україні», історична повість, Київ-2001.
- «Життя і смерть Володимира Глібовича, князя Переяславського», істор.повість, Київ-2001.
- «Да святиться ім'я твоє, або Бомба для патріарха», повість, Київ-2001.
- «Убивство на хуторі біля Диканьки», історичні повісті, оповідання, есе, Київ-2003.
- «7 ночей», оповідання, Київ-2003.
- «Три шаблі над скарбом», історичні повісті, оповідання, Київ-2004.
- «Царська охота», гуморески, Київ-2005.
- «Державна коханка», повісті, оповідання, Київ-2005.
- «В сузір'ї Дракона», фантастичні повісті, оповідання, Київ-2005.
- «Генерали імперії», історичні романи, Київ-2005. ФОЛІО-2008; 2022.
- «Де хазяйнує Валя Чемерис», гуморески, Київ-2006.
- «День Ворона», пригодницькі повісті, оповідання, Київ-2006.
- «Тайна Агати Крісті», пригодницькі повісті, Київ-2006.
- «Сини змієногої богині», роман-есе про Скіфію, Київ-2006. ФОЛІО-2016.
- «Таємнича пригода на Орілі», роман, повісті, оповідання, Київ-2007.
- «Веселий смуток мій», автобіографічна трилогія, Київ-2007.
- «Ордер на любов», історичні романи, Київ-2007. ФОЛІО-2010; 2022.
- «Смерть Атея», роман, ФОЛІО-2008, 2011; 2022.
- «Феномен Фенікса», роман-есе, повісті, оповідання, Київ-2009.
- «Золотий саркофаг», історичні повісті та оповідання, Київ-2009.
- «Ярлик на князівство», веселі оповідання і повісті, Київ-2009.
- «З ким сміється Україна», альманах сміху, Київ-2009.
- «Візантійський кінь», повісті, оповідання, ПРАПОР-2009.
- «Тузітала — вождь самоанців», роман-есе, Київ-2010.
- «Пригоди богині Іштар», гумор, Київ-2010.
- «Пришельці з планети Земля», фантастика, Київ-2010.
- «Ваші пальці пахнуть ладаном», роман-есе, Київ-2010. ФОЛІО-2020.
- «Верхи на птеродактилі», повість-химерія, «Коник з дерев'яною ногою», повісті, оповідання, Київ-2011.
- «Ярославна» роман-есе, Київ-2011. ФОЛІО-2013; 2022.
- «Заповіт нічного демона», історичні повісті, есе."Любов на цвинтарі", повість, Київ-2012.
- «Таємна любов вождя», роман-есе, Київ-2012.
- «Сатирик у Кремлі» повісті, гуморески, есе, фентезі та інші веселі придибенції, Київ-2012.
- «Вампір із Кассіопеї», фантастичні повісті, оповідання, есе, Київ-2013.
- «Бахчисарайський любовник», історичні повісті, есе, оповідання, Київ-2013.
- «Марина — цариця Московська», історичний роман, Київ-2009. ФОЛІО-2014; 2016.
- «Трагедія гетьмана Мазепи», історичний роман, ФОЛІО-2016; 2022.
- «Ходить сон коло вікон», повість притчі, фентезі для дітей, Київ-2016.
- «Тайна імператриці Єлизавети», історичний роман, Київ-2016.
- «Зброя любові», іронічні повісті, сміховини, есе, фентезі, ін. веселі придибенції. Київ-2016.
- «Анна Київська — королева Франції», історичний роман, ФОЛІО-2016; 2021.
- «Рогнеда», історичний роман, ФОЛІО-2016; 2021.
- «Амазонка», повість."Київ-Соловки", роман-есе, ФОЛІО-2016.
- «Аравійська пустеля», повісті, ФОЛІО-2016; 2022.
- «Княгиня і хан», історичний роман, ФОЛІО-2017; 2021.
- «Олена — вершниця зі списом» історичний роман, ФОЛІО-2017; 2020.
- «Тарас Шевченко: сто днів кохання», роман, ФОЛІО-2017; 2020.
- «Вітька + Галя, або Повість про перше кохання», гуморист.повість. Львів. Апріорі-2018.
- «Золота осінь Гетьманщини», історичний роман, ФОЛІО-2019.
- «Жінок там на тютюн міняли або Перший подвиг Богдана», роман-есе, ФОЛІО-2020.
- «Це я, званий ЧЕМЕРИСОМ» (автобіографічний роман), ФОЛІО-2020.
- «Приречені на щастя», фантастичний роман  про Адама і Єву та про їхню любов. Львів. Апріорі-2021.
- «Анна Київська — королева Франції», історичний роман, ФОЛІО-2021 (для слабозорих).
- «Аравійська пустеля», повісті, ФОЛІО-2021 (для слабозорих).
- «Марина — цариця Московська», історичний роман, ФОЛІО-2023.
- «Сини змієногої богині», роман-есе про Скіфію, ФОЛІО-2023.
- «Анна Київська — королева Франції», історичний роман, ФОЛІО-2023.
- «Амазонка», повість."Київ-Соловки", роман-есе, ФОЛІО-2023.
- «Рогнеда», історичний роман, ФОЛІО-2023.
- «Княгиня і хан», історичний роман, ФОЛІО-2023.
- «Золота осінь Гетьманщини», історичний роман, ФОЛІО-2023.

### Про творчість В. Л.Чемериса
- Антоненко Т. О. Жанрові особливості мемуарного роману В. Чемериса «Це я, званий іще Чемерисом» // Вісник ЛНУ імені Тараса Шевченка. — 2011. — № 19 (230). — С. 74—79.
- Антоненко Т. О. Специфіка типу трагічної героїні в романі В. Чемериса «Ольвія» // Вісник ЛНУ імені Тараса Шевченка. — 2012. — № 3 (238). — Ч. І. — С. 64—68.
- Карацупа В., Левченко О. Українська фантастика другої половини XX століття у періодиці та книжкових виданнях // Вісник Львівського університету. — 2012. — Вип. 7. — С. 216—243.
- Король Л. П. Художня інтерпретація проявів характерництва в історичному романі В. Чемериса «Фортеця на Борисфені» // Вісник ЛНУ імені Тараса Шевченка. — 2013. — № 4 (264). — Ч. ІІІ. — С. 114—120.
- Надзельска І. Повісті Валентина Чемериса на уроках позакласного читання у 8 класі // Збірник наукових праць студентів, аспірантів і молодих вчених «Молода наука—2014»: у 7 т. — Запоріжжя: Запорізький національний університет, 2014. — Т. 5. — С. 104—107.